# Eržvilkas
Eržvilkas est une ville du Comté de Taurage, en Lituanie. Selon le recensement de 2001, la ville a une population de 518 personnes.

## Histoire
Avant la Seconde Guerre mondiale et la Shoah, le village comptait une communauté juive importante. En 1923, ses membres représentaient 46 % de la population totale,. Avant le déclenchement de la guerre, ils étaient environ 180 membres. Ils seront contraints aux travaux forcés puis assassinés en septembre 1941 lors d'exécutions de masse perpétrées dans la forêt de Gryblaukis par des policiers lituaniens